# Chiesa di Sant'Aspreno ai Crociferi

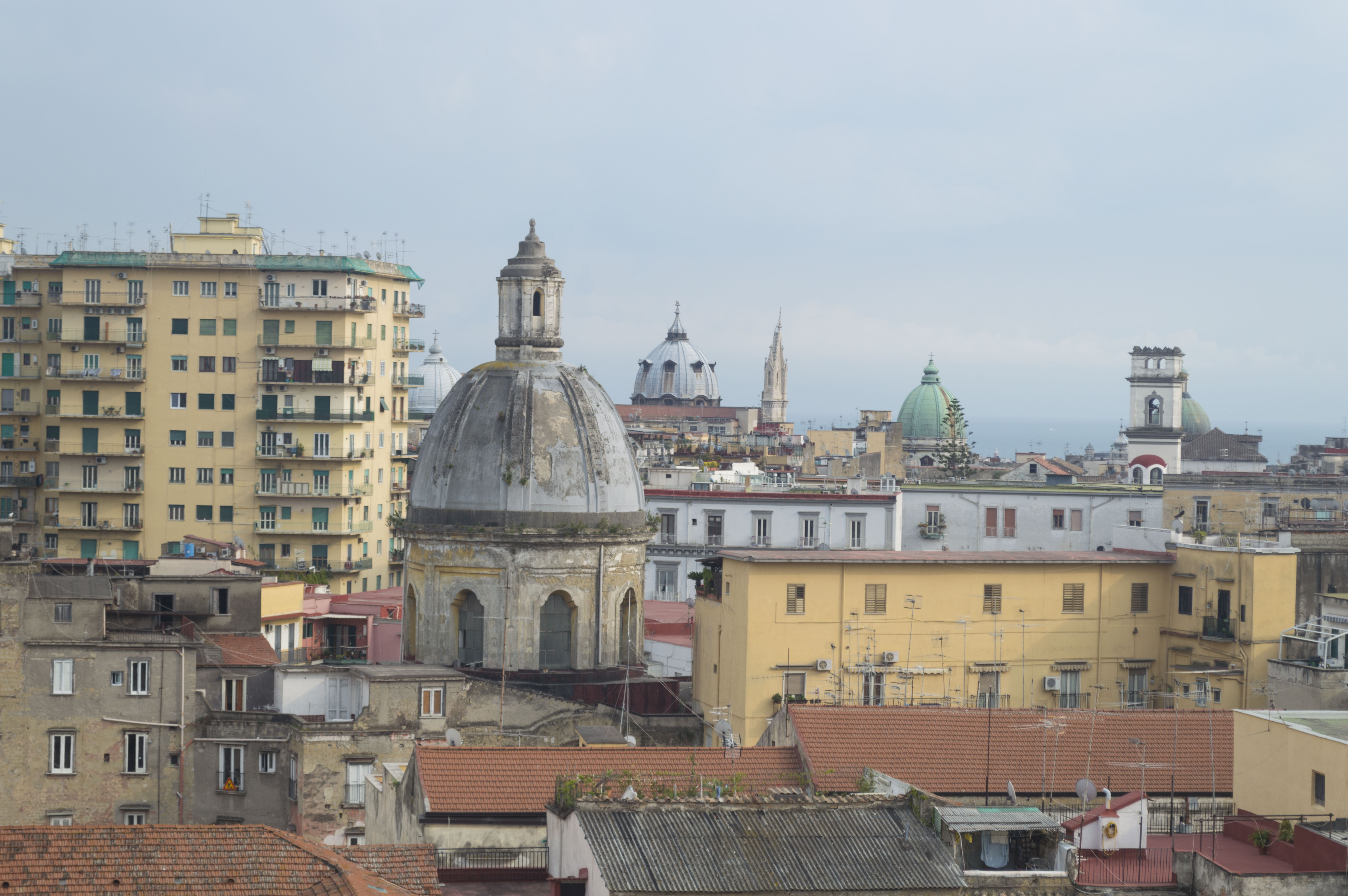
Vista sulla cupola dal monastero della chiesa di Santa Maria dei Vergini

La chiesa di Sant'Aspreno ai Crociferi è uno storico luogo di culto cattolico della città di Napoli, dal 2022 anche sede dello Jago Museum.
Si erge nell'omonima piazzetta del cosiddetto Borgo dei Vergini.

## Storia
La struttura religiosa fu costruita nel 1633 e, danneggiata dalle lave (le acque piovane che scorrevano impetuose lungo il vallone della Sanità causando vere e proprie alluvioni), venne ricostruita nel 1760 grazie a Luca Vecchione.
Per la ricostruzione furono presentate varie proposte architettoniche, la più famosa delle quali fu certamente quella di voler realizzare un tempio a pianta stellare, secondo il progetto di Ferdinando Sanfelice. Tuttavia, alla fine della disputa, l'edificio venne eretto con pianta a croce latina, con cappelle laterali e navata unica; elemento architettonico di spicco è sicuramente l'impostazione centrale della possente cupola.
Nel 2020 è stata adibita a laboratorio dell'artista Jago per la realizzazione della scultura della Pietà  e dal 2023 è divenuta sede stabile dello Jago Museum, luogo in cui lo scultore espone le proprie opere.

## Descrizione
La facciata è preceduta da una bella scalinata, creata in pietra lavica; questa venne costruita affinché la chiesa venisse rialzata rispetto alla quota stradale, visto che il tempio era stato più volte invaso da torrenti di varia natura. La facciata vera e propria propone due ordini articolati da lesene composite (decorate completamente in stucco) e raccordati da volute. L'ingresso secondario è caratterizzato dal portale riccamente decorato, testimone di una indubbia influenza del rococò.
Il tempio conserva un interno prettamente barocco, molto bello e finemente decorato, di particolare pregio è la bella cupola caratterizzata da una geometrizzazione degli ornamenti; le tele, realizzate da Domenico Mondo, sono state trasferite in altre sedi.